# Emei (Hsinchu)
Emei (chinesisch 峨眉鄉, Pinyin Éméi xiāng, Hakka: Ngô-mì-hiông / Ngo mi hiongˋ) ist eine Landgemeinde des Landkreises Hsinchu in der Republik China (Taiwan).

## Lage und Beschreibung

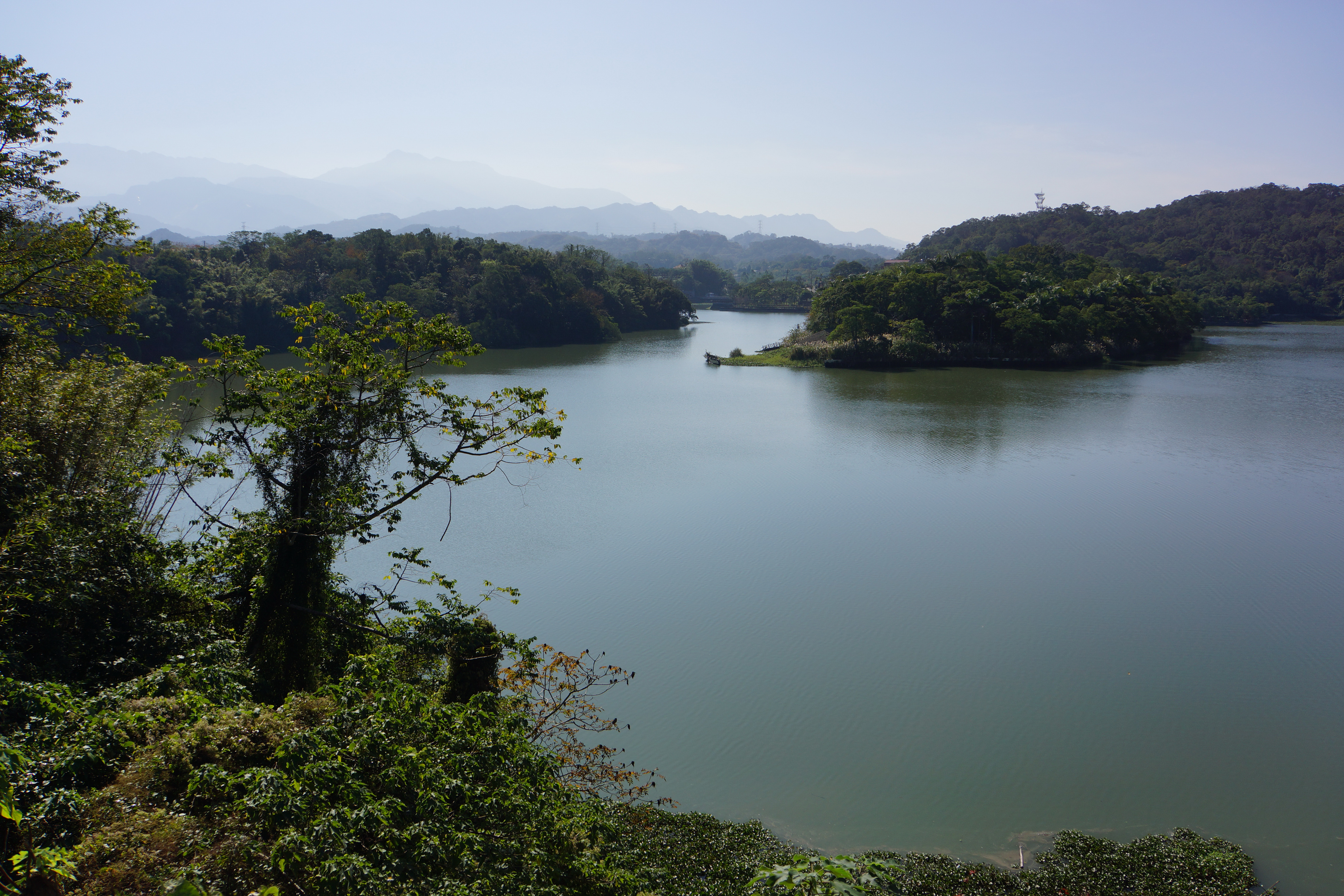
Der Dapu-Stausee (Emei-See)

Emei liegt am Westrand des Landkreises Hsinchu. Es grenzt im Norden an Baoshan, im Osten an Beipu sowie im Süden und Westen an die Gemeinden Nanzhuang, Sanwan und Toufen des Landkreises Miaoli. Emeis Gelände ist weitgehend hügelig. Bedeutendster Fluss ist der Emei (峨眉溪 Emei xi), der im Westen der Gemeinde den Dapu-Stausee (大埔水庫) durchläuft und dann den Norden Emeis in zwei großen Flussschleifen durchläuft.
Emei war mit 5100 Einwohnern im Oktober 2024 die Gemeinde mit der zweitniedrigsten Einwohnerzahl im Landkreis Hsinchu. Im Jahr 1981 lebten hier noch um die 8000 Menschen, seither nahm die Bevölkerung kontinuierlich ab. 95 % der Einheimischen gehören der  Volksgruppe der Hakka an.

## Geschichte

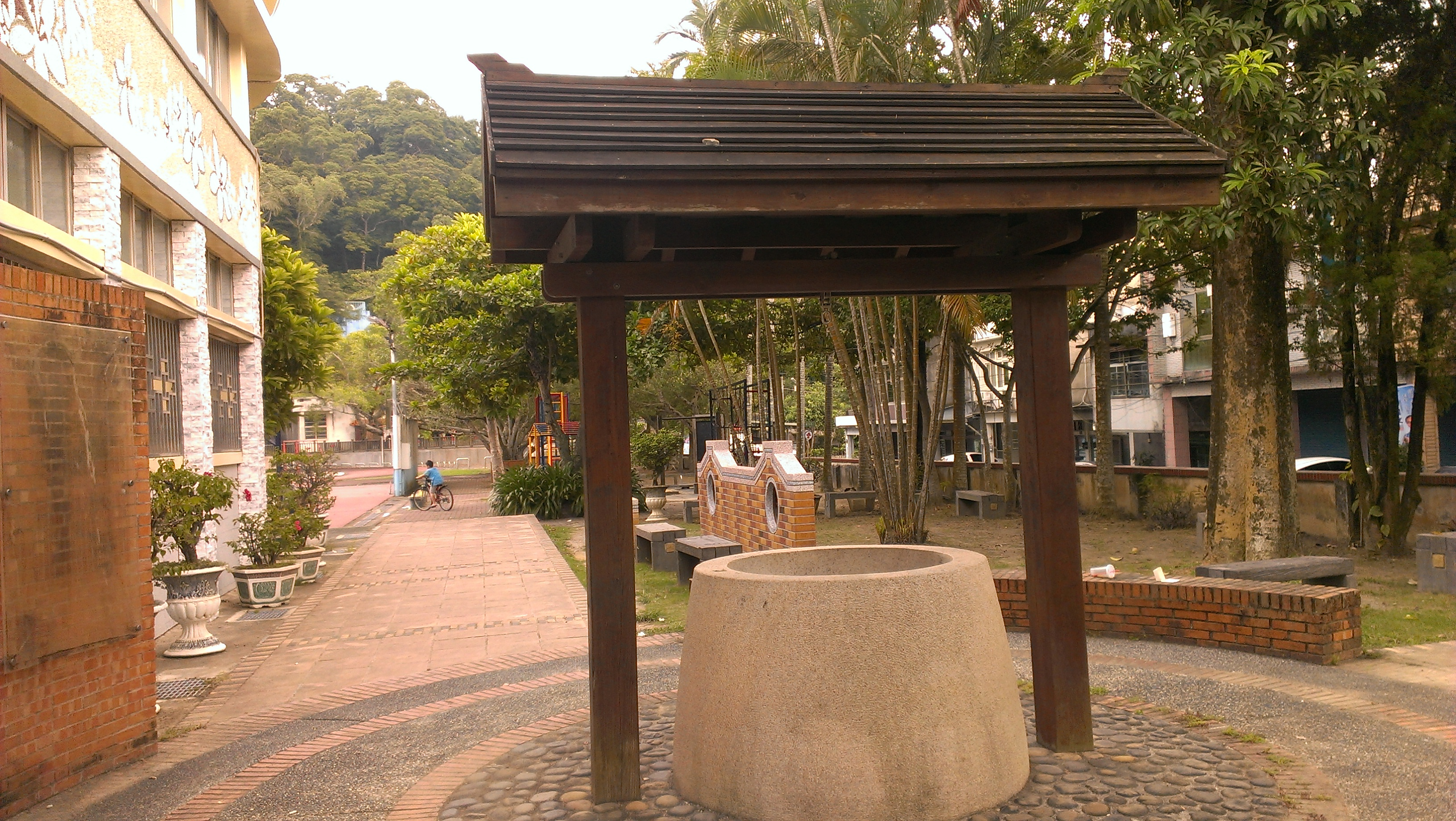
Alter Brunnen in Emei

Das ursprünglich von taiwanischen Ureinwohnern vom Volk der Saisiyat bewohnte Gebiet des heutigen Emei wurde erst vergleichsweise spät in der ersten Hälfte des 19. Jahrhunderts von chinesischen Einwanderern besiedelt. Mancherorts setzten sich diese mit Gewalt gegen die Widerstand leistenden Ureinwohner durch.
Der Name des Emei-Flusses lautete früher Yuemei (月眉), wörtlich „Mond-Augenbrauen“, in Anlehnung an die Form seiner Flussschleifen. Die Siedlung an seinem Ufer erhielt denselben Namen. Während der japanischen Herrschaft über Taiwan wurde der Ort 1904 in Emei (峨眉) umbenannt und 1920 als Landgemeinde etabliert. Nach der Übernahme Taiwans durch die Republik China wurde die Gemeinde 1950 in den neuen Landkreis Hsinchu eingegliedert.

## Verkehr und Wirtschaft

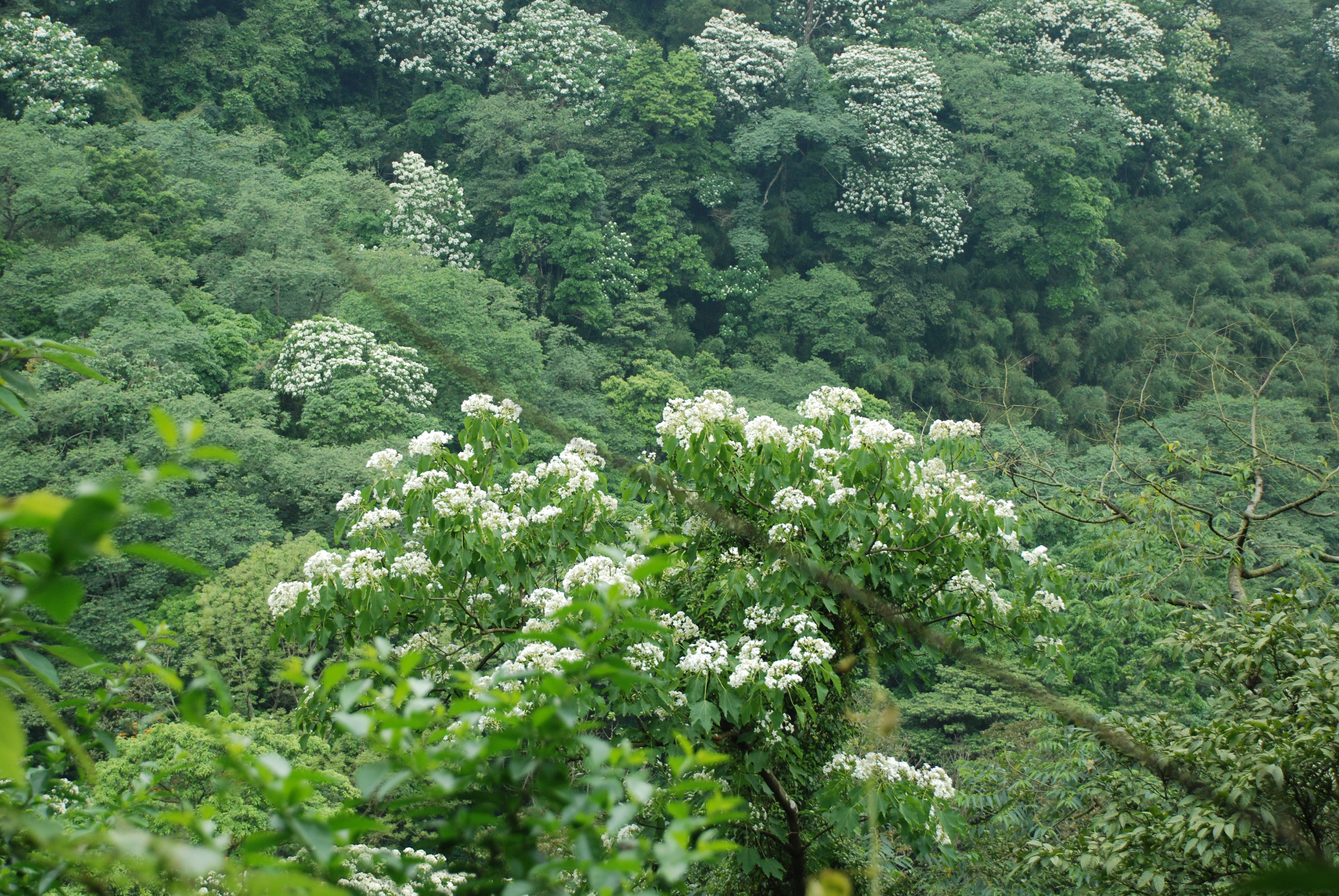
Trompetenbaum-Blüten beim Dorf Huguang

Als einzige Fernstraße führt die Provinzstraße 3 von West nach Ost durch den Norden der Gemeinde. Von Bedeutung ist ferner die Hsinchu-Landstraße 41 (竹41縣), die Emei von Norden nach Süden durchquert. Der Öffentliche Nahverkehr besteht aus Buslinien.
Die wichtigsten landwirtschaftlichen Erzeugnisse Emeis sind Reis, Tee, Tomaten, Gemüsepaprika, Bittermelonen und Zitrusfrüchte, vor allem Tankan-Orangen. Daneben wird Geflügelzucht betrieben.
Im industriellen Bereich gibt es Lebensmittelfabriken, insbesondere für Tee, deren bekanntestes Produkt die Teesorte Dongfang Meiren (東方美人茶) ist. Außerdem wird in Emei Silicium hergestellt.

## Kultur und Sehenswürdigkeiten

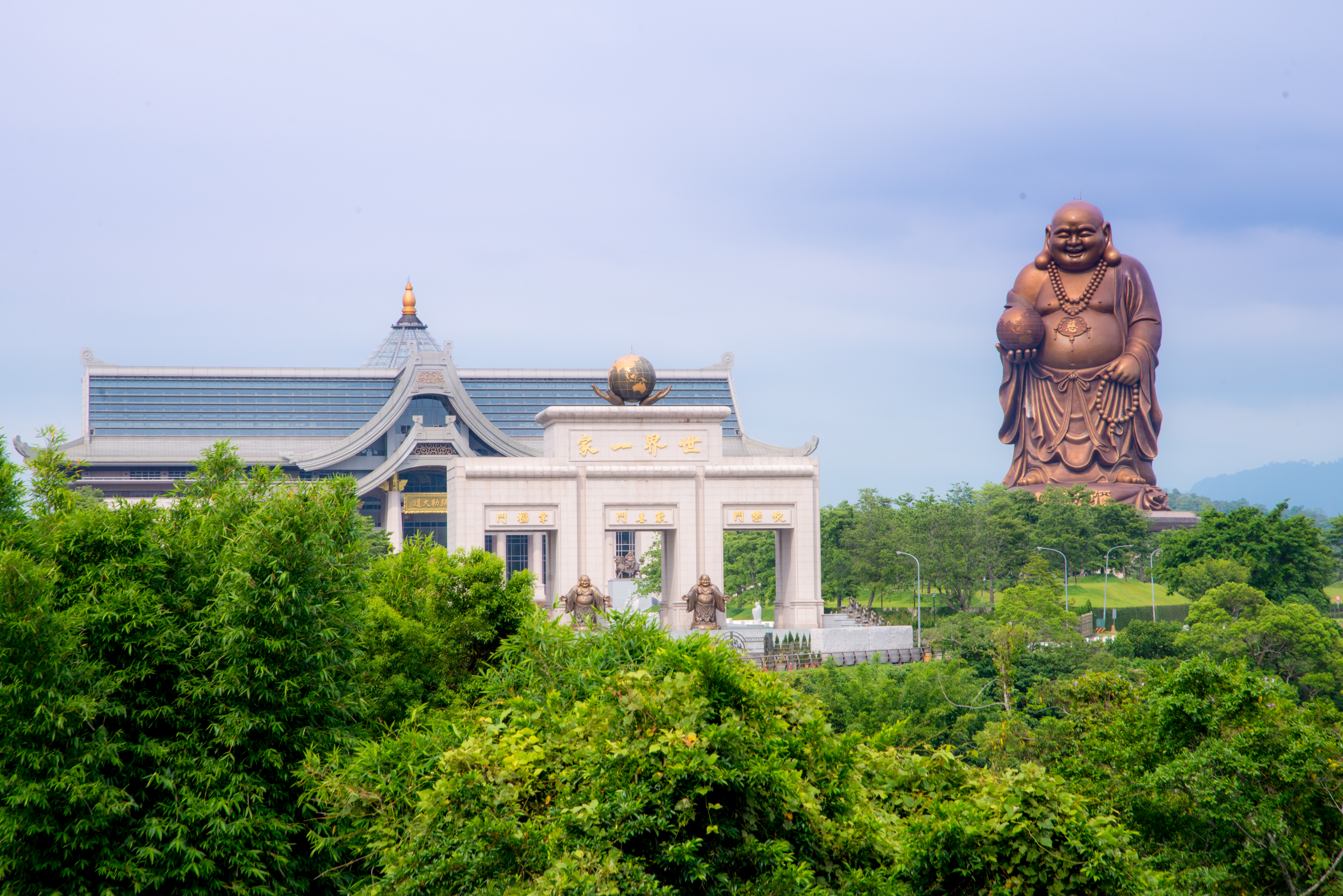
Der Tian’en-Maitreya-Tempel

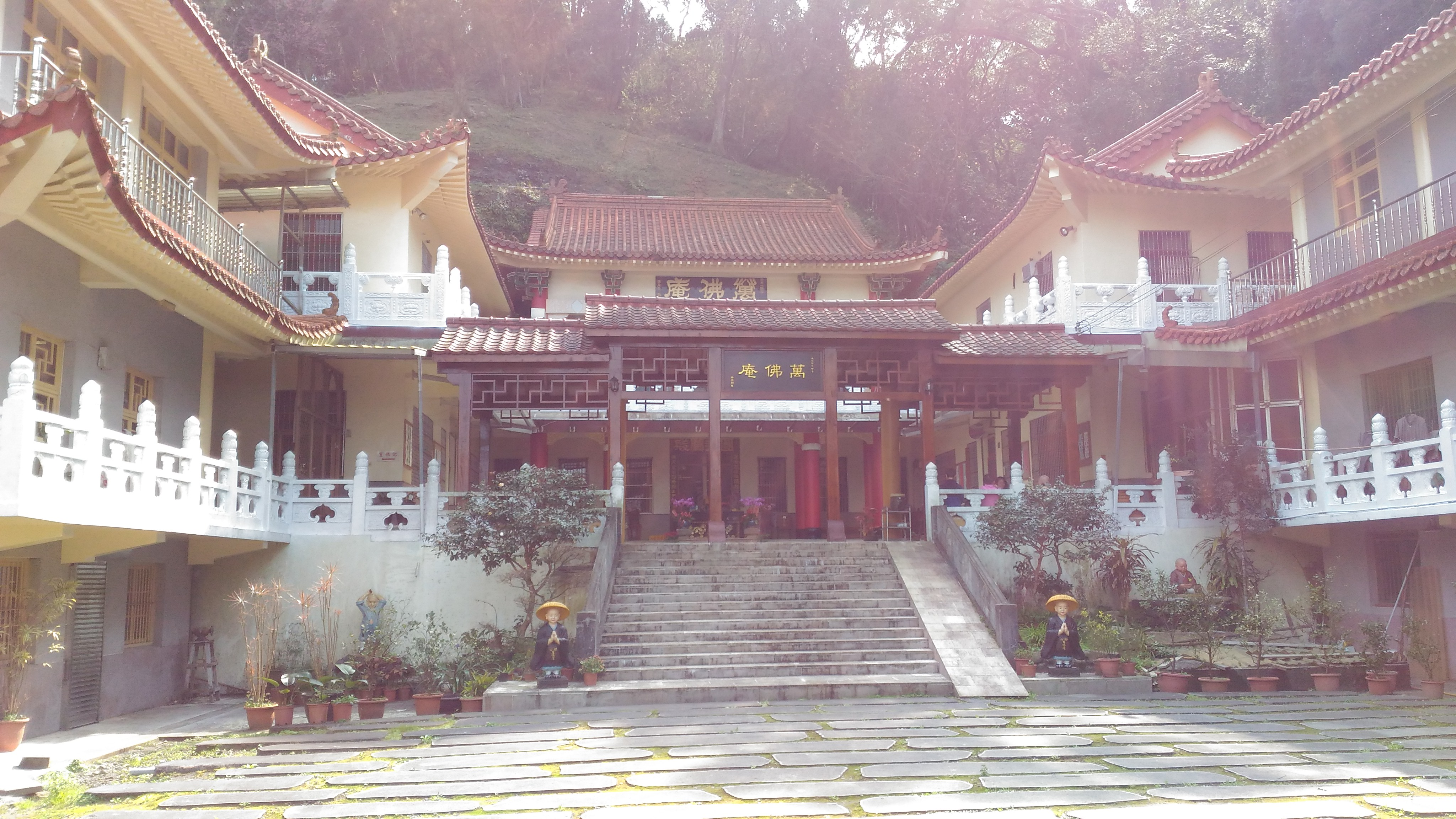
Der Tempel Wan Fo An (萬佛庵) am Shitou-Berg

Ein beliebtes Ausflugsziel Emeis ist der Dapu-Stausee, auch: Emei-See (峨眉湖 Emei hu). An seinem östlichen Ufer liegt ein bedeutendes religiöses Zentrum und eine touristische Attraktion, die Anlage Nature Loving Wonderland (大自然文化世界 Daziran Wenhua Shijie). Sie besteht aus einem dem Buddha Maitreya (彌勒佛 Mile Fo) gewidmeten buddhistischen Tempel (天恩彌勒佛院 Tian’en Mile Fo Yuan) und einem umliegenden Park. Das Wahrzeichen der Anlage ist eine 56,70 m hohe Bronze-Figur des Buddha.
Ein populäres Ausflugsziel ist auch der Shitou-Berg-Landschaftspark (獅頭山風景區 Shitoushan Fengjingqu), den Besucher auf Wanderwegen erkunden können. Das Gebiet bietet eine reizvolle Landschaft mit mehreren kleinen und großen daoistischen und buddhistischen Tempeln. Der Park reicht bis in den benachbarten Landkreis Miaoli hinein.